# Caggiano
Caggiano è un comune italiano di 2 481 abitanti della provincia di Salerno in Campania.

## Geografia fisica
Il paese è collocato su un rilievo dell'Appennino lucano, al confine del parco nazionale del Cilento e Vallo di Diano. 
È il secondo comune più alto della provincia di Salerno (il primo è Montesano sulla Marcellana)
Il borgo è in posizione dominante sul Vallo di Diano, mentre in direzione sud-ovest ha di fronte la catena dei monti Alburni al di là della quale si trova il mare di Paestum ed il golfo di Salerno.
Secondo un racconto mitologico i monti Alburni (nella parlata locale li Culuònn) sono sede dei Titani che qui si sarebbero rifugiati dal mar Tirreno per sfuggire all'ira di Nettuno. Secondo una leggenda locale ad ogni terremoto i Titani si spostano verso est, proprio nella direzione del paese.
Il settore meridionale del comune è caratterizzato da una topografia prevalentemente montana, con una quota media sul livello del mare al di sopra dei 1 000 metri.
Il territorio montano di Caggiano, tuttavia, non presenta forme del rilievo accidentate, ma è strutturato a formare un altopiano dolcemente ondulato, intervallato, di tanto in tanto da versanti ripidi e scoscesi specialmente in corrispondenza dei pojie carsici, come ai piedi della Tempa del Vento. Qui sono localizzate le cime più elevate del territorio: Monte Sierio (1286 m s.l.m.), Monte Moschiglione (1199 m s.l.m.), Pietra dei Monaci (1194 m s.l.m.), Fosse di Salinas (1190 m s.l.m.), Tempa del Vento (1174 m s.l.m.),  Monte Sarcone (1173 m s.l.m.).
A nord - ovest dell'altopiano si erge il Monte Capo la Serra (1141 m s.l.m.), che domina con la sua mole l'abitato di Caggiano e la valle sottostante.
La contrada "Marevicino", posta ad ovest del centro abitato, raggiunge la quota di 828 m s.l.m.. Ai piedi del rilievo su cui sorge l'abitato, la zona pianeggiante, è denominata "Lago". Nel fondovalle scorrono i fiumi Melandro e Tanagro. In tutto il territorio sono presenti oltre venti sorgenti, ben distribuite tra le diverse contrade.
Il comune confina ad est con i comuni di Vietri di Potenza e Sant'Angelo Le Fratte, della provincia di Potenza, in Basilicata, a nord con Salvitelle e a sud-est con Polla, Auletta e Pertosa, che appartengono invece alla stessa provincia di Salerno.
- Classificazione sismica: zona 1 (sismicità alta), Ordinanza PCM. 3274 del 20 marzo 2003.
- Classificazione climatica: zona D, 1772 GG.

## Origini del nome
Il toponimo Caianus si originò - come quello di altri paesi vicini, quali Colliano da Lucullus, Sicignano da Sicinius, Ricigliano da Ricilius, Romagnano da Romanius, Balvano da Balbius, ecc. - dal comunissimo praenomen Caius, portato da qualche patrizio romano, che ne dovette possedere il fundus: nella lingua latina l'aggiunta del suffisso anus alla radice del nome proprio denota appunto appartenenza. Da tale praenomen deriva infatti anche il nome di un altro fundus Caianus, nell'attuale provincia di Roma, e più precisamente nel comune di Labico, di cui ci è pervenuta notizia dal cosiddetto Elenco Costantiniano e quello infine del comune di Caianello, in provincia di Caserta.
Sappiamo ancora – a riprova di quanto detto – che l'aggettivo Caianus era assai in voga al tempo di Caligola: egli siccome in via ordinaria, era chiamato col prenome Caius, tale aggettivo venne a indicare tutto ciò che si riferiva all'imperatore, tanto che i suoi sostenitori erano detti appunto Caiani. Stesso nome fu successivamente dato da Tertulliano ai seguaci della montanista Quintilla, che egli però confuse con un'altra Quintilla, seguace appunto dello gnostico Caius.

## Storia

### Origini
Nel territorio sono stati rinvenuti resti preistorici, in particolare nelle "grotte dello Zachito" ai piedi del monte sulla cui cima si trova oggi il paese, luogo particolarmente favorevole per la vicinanza del fiume Melandro.
Nell'VIII-VII secolo a.C., l'area entrò probabilmente in contatto con le colonie greche sulla costa. Il territorio doveva essere abitato da popolazioni di stirpe sabellica: le vallate erano percorse da genti nomadi dedite alla pastorizia, armate di frecce di pietra ed archi e con scudi di vimini, mentre sulle alture sorgevano villaggi protetti da mura. Senza particolari prove, la contrada di Veteranuso, a causa del suo nome, è stata ritenuta il sito di un'antica città (Ursentum o Urseo), capitale del popolo degli Ursentini, che sarebbe sorta nella località di "Tempa dei Tiesti", dove alcuni ruderi furono interpretati come resti di un centro abitato .

### Epoca romana
Il territorio entrò a far parte dei domini romani dopo le tre guerre sannitiche (343 - 290 a.C.). Durante la seconda guerra punica Annibale vi tese un agguato al console romano Marco Claudio Marcello  e non lontano Spartaco fu definitivamente sconfitto presso Dianum (l'antico centro da cui prende il nome il Vallo di Diano) .
Sotto il dominio dei Romani il territorio faceva parte dell'ager Volceianus, territorio della città di Volcei, attuale Buccino e i suoi abitanti fecero parte della "tribus Pomptina". Sono attestate numerose epigrafi e la famiglia degli Instei costruì una tomba monumentale nella località San Stasio. Con la riorganizzazione dioclezianea il territorio di Caggiano fece parte della nuova Regio III Lucania et Bruttii (provincia della Lucania e del Bruzio).

### Epoca alto-medioevale
Durante il periodo delle invasioni barbariche il territorio fu percorso da Vandali e Visigoti e fu interessato nel VI secolo dalle guerre tra Goti e Bizantini.
Il territorio passò quindi sotto il dominio dei Longobardi, a cui si deve probabilmente un rafforzamento delle fortificazioni, databile tra l'VIII e il IX secolo. Da alcuni importanti centri sulla costa rimasti in potere dei Bizantini si rifugiarono verso l'interno preti e monaci, per lo più di rito greco, perseguitati dagli iconoclasti.
Con l'indebolimento dei Longobardi, nel X-XI secolo si ebbe una nuova espansione bizantina verso l'interno, e questo rinnovato legame con il mondo greco è testimoniato a Caggiano dall'edificazione di chiese di rito greco, come Santa Caterina e Santa Maria dei Greci.
Nell'XI secolo  l'Italia meridionale venne conquistata dai Normanni guidati da Roberto il Guiscardo. A Caggiano, il loro arrivo, intorno al 1070 fu segnato dal rafforzamento delle fortificazioni preesistenti e dalla costruzione di un castello, sul sito di precedenti opere fortificate. Il luogo aveva infatti notevole importanza a controllo delle vie verso la Calabria e la Puglia, percorse dai pellegrini diretti in Terra santa.

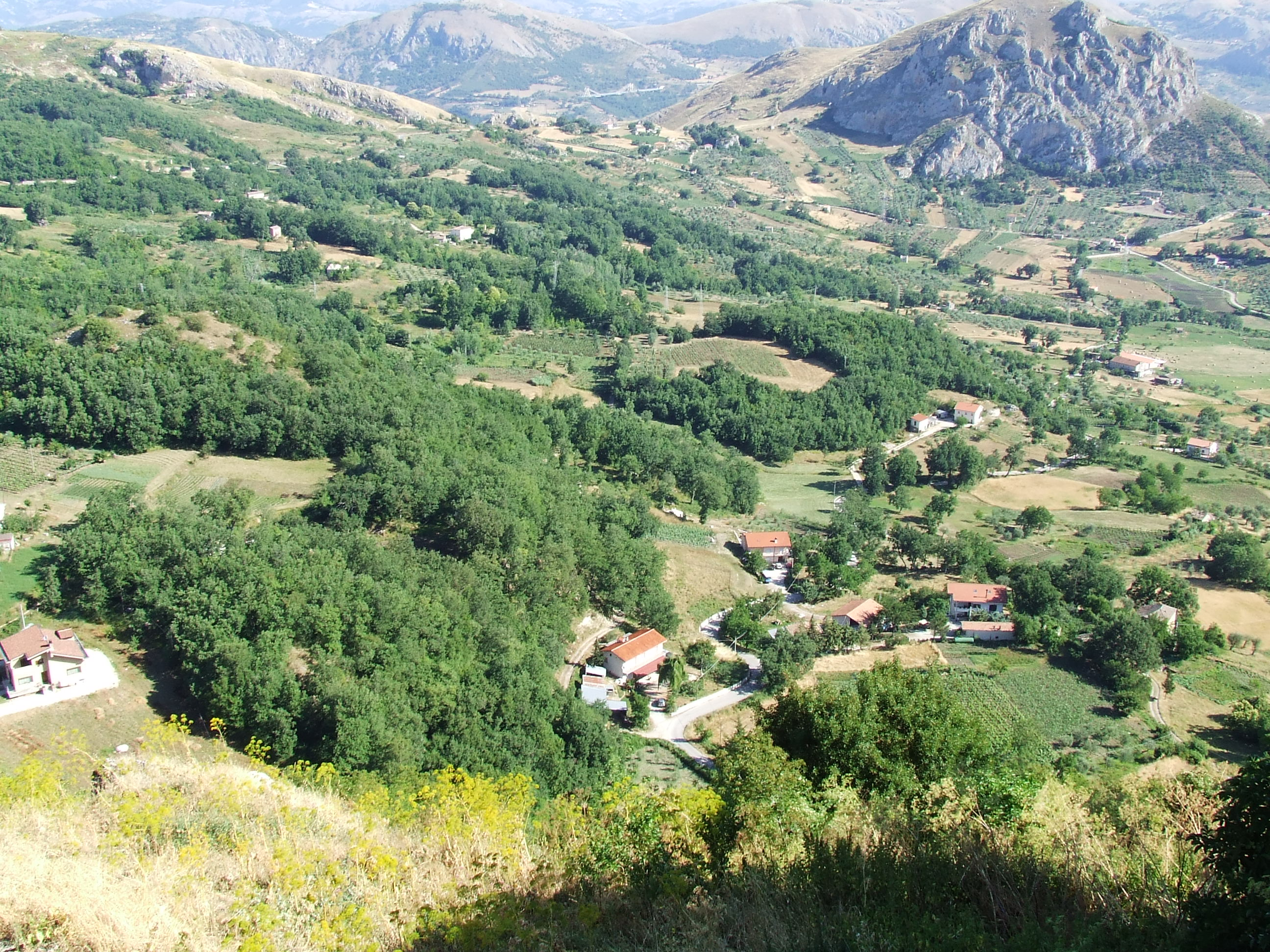
Il sito dove sorgeva la chiesa di Sant'Agata e la mansio dei Templari

Intorno al castello si sviluppò quindi un piccolo borgo, primo nucleo dell'attuale abitato, con alcune dimore ed altri edifici che ben presto ottenne il titolo di università feudale. Nel XII secolo i Templari vi eressero una mansio in contrada "Sant'Agata", mentre l'ordine degli Ospitalieri (il futuro Ordine di Malta) gestiva l'ospedale dedicato a San Giovanni. Con la soppressione dei Templari nel 1312 anche la mansio di Caggiano fu ceduta agli Ospitalieri.
Il primo signore di Caggiano di cui si abbia notizia è un certo Guglielmo de Cauciciano, citato in un atto di donazione del 1092 conservato nell'archivio della Badia di Cava. Da questi la signoria passò al figlio Roberto, che in un primo momento vi associò anche i fratelli Guglielmo e Omfrida, e successivamente al figlio di Roberto, Ruggero.
Nel 1246 i fratelli Roberto e Guglielmo, presero parte alla congiura di Capaccio contro il ghibellino Federico II di Svevia e a favore del guelfo Carlo I d'Angiò: con il fallimento della congiura i fratelli dovettero rifugiarsi a Roma, mentre il feudo di Caggiano venne loro confiscato e nel 1250  alla morte di Federico II, venne attribuito all'illustre medico salernitano Giovanni da Procida.
In seguito alla vittoria di Carlo d'Angiò su Manfredi di Svevia a Benevento nel 1266 il feudo fu nuovamente restituito Roberto di Cauciciano, figlio dello spodestato Guglielmo, insieme ai casali di Sant'Angelo Le Fratte e di Salvitelle.
Nel 1284 il feudo passò a Mattia Gesualdo, che aveva sposato Costanza, ultima discendente legittima della famiglia dei Cauciciano.

### La signoria dei Gesualdo
Il nuovo signore di Caggiano si mantenne fedele agli Angioini: nel 1284 fu nominato da Carlo I  "Giustiziere della Basilicata" e quattro anni dopo fu nominato cavaliere da Carlo II. Espanse inoltre i suoi domini, acquisendo anche Pertosa, Castiglione e Paterno. Nel 1330 gli successe il primogenito Niccolò e a questi prima il figlio Giovanni e poi l'altro figlio Mattia, che acquistò la signoria di Pescopagano e fu ciambellano di Roberto d'Angiò e della regina Giovanna.
Luigi Gesualdo partecipò alla congiura dei baroni contro Ferrante d'Aragona e fu quindi privato del suo feudo, mentre il castello veniva in parte demolito. Il feudo venne affidato a Giacomo Caracciolo, conte di Buccino, che fece ricostruire le fortificazioni. Dopo la firma dell'armistizio di Lione tra Luigi XII di Francia e Ferdinando II d'Aragona, nel 1504, Luigi Gesualdo fu reintegrato nei suoi precedenti possedimenti. Morì nel dicembre del 1518.
Nel corso del XV secolo Caggiano aveva anche dato i natali agli umanisti Gabriele Altilio e Crisostomo Colonna.
Nel 1674 la signoria dei Gesualdo ebbe termine con Gianbattista Ludovisio, principe di Venosa e di Piombino e signore di Caggiano, che vendette il feudo a Prospero Parisani di Tolentino. La famiglia, secondo l'opuscolo "Veritatis Statera" di padre Arcangelo da Caggiano discendeva dalla nobile famiglia dei Suardo, di origini tedesche.

### XVII-XIX secolo: i Parisani
Il marchese Vincenzo Parisani Buonanno si distinse per un governo particolarmente duro ed oppressivo e fu denunziato nel 1754  al "Tribunale Regio". Il marchese fu sottoposto ad un lungo processo che si concluse con un'assoluzione. Dopo aver inutilmente tentato di assalire il castello i cittadini caggianesi lo denunziarono nuovamente e il nuovo procedimento giudiziario si protrasse fino alla vigilia della rivoluzione francese.
La diffusione degli ideali rivoluzionari fece nascere anche a Caggiano un "Club della Libertà", guidato da Vincenzo Lupo e da Giuseppe Antonio Abbamonte. Il regime borbonico arrestò il primo e costrinse all'esilio il secondo, che divenne in seguito Segretario generale del ministro delle finanze nella Repubblica Cisalpina. Nel 1799 quando il generale francese Championnet proclamò a Napoli la repubblica napoletana, Abbamonte, conosciuto a Caggiano come "don Peppe", fu nominato presidente del Comitato Centrale.
L'ordinamento delle amministrazioni locali istituito durante l'occupazione francese e i regni di Giuseppe Bonaparte e di Gioacchino Murat (1809-1810), con il consiglio comunale (decurionato) che eleggeva il sindaco, sopravvisse alla Restaurazione
I Caggianesi presero parte ai moti del 1820-1821 e del 1831. Il paese venne inoltre colpito da una notevole crisi economica e si sollevò ancora nel 1848, In seguito alla nuova suddivisione amministrativa del regno di Napoli, il paese fece parte del distretto di Sala  nel Principato Citeriore e fu capoluogo di circondario.
Nella notte tra il 16 e il 17 dicembre del 1857 fu colpito dal violento terremoto della Basilicata.
Dal 1860 al 1927, durante il Regno d'Italia divenne capoluogo dell'omonimo mandamento appartenente al Circondario di Sala Consilina.
La crisi si perpetuò fino alla fine del XIX secolo incrementando il fenomeno dell'emigrazione soprattutto verso gli Stati Uniti, il Venezuela, l'Argentina e il Brasile.

### XX secolo: primo e secondo dopoguerra
Soprattutto a partire dal secondo dopoguerra, il paese si è sviluppato ed esteso a valle delle vecchie mura di cinta ed il centro storico si è progressivamente spopolato. Oggi Caggiano è così diviso in due aree: il centro storico di origine romano-medioevale, racchiuso tra le mura, e l'area moderna. In questi ultimi anni, però, forestieri hanno cominciato ad acquistare case proprio nel centro storico per trascorrervi i periodi di ferie ed il fine settimana.
La popolazione ha accusato sensibili flessioni demografiche in corrispondenza di 3 ondate migratorie verso le Americhe (essenzialmente USA) all'inizio del XX secolo e tra le due guerre mondiali, ed ancora le Americhe (oltre che verso gli USA anche in direzione di Venezuela ed Argentina) ma progressivamente sempre più spesso l'Europa (essenzialmente la Germania Occidentale) ed il nord Italia nel secondo dopoguerra. In particolare, 
- tra il 1921 ed il 1936 la popolazione è passata da 3 516 abitanti a 3 061, perdendo 455 unità (13% ovvero una media di 30 persone l'anno);
- nel ventennio 1951-1971 si è passati da 3 817 abitanti a 3 397, perdendo 420 unità (11% pari a 21 persone annue).

Oggi la popolazione si è attestata poco sopra le 3 000 unità.
La prima guerra mondiale causò diverse vittime tra i paesani (38 morti in combattimento, 7 dispersi, 9 in prigionia ed altri 10 per malattie contratte in guerra) e altre ne fece la seconda guerra mondiale (18 morti in combattimento, 4 dispersi e 7 per malattia).
Dal 1859 al 1927 è stato capoluogo dell'omonimo mandamento appartenente al Circondario di Sala Consilina.
Le principali attività economiche sono l'agricoltura, l'allevamento, l'artigianato ed il commercio. I maggiori prodotti ricavati dal terreno sono cereali, olive ed uva. Scarsa è la superficie boschiva, per la maggior parte di demanio comunale.
Sono, inoltre, presenti alcune piccole aziende manifatturiere, meccaniche e di trasformazione alimentare. 
Il terremoto del 23 novembre 1980, contrariamente a quanto avvenuto nei comuni limitrofi, ha solo sfiorato Caggiano senza provocare né morti né feriti, tanto che nell'occasione già nelle prime ore successive all'evento partirono gruppi di volontari per soccorrere i paesi vicini.

### Stemma
L'attuale stemma del comune è sormontato da una corona turrita e contornato da due rami, uno di quercia ed uno di ulivo (emblema della repubblica italiana) uniti alla base con un nastro. in esso è raffigurato non un imponente maniero con due alte torri ed un torrione merlati, che si erge su un rigoglioso prato verde.

Quello riprodotto sui documenti ufficiali del Settecento reca invece la sagoma di una figura umana non abbastanza decifrabile. Un breve studio del prof. Carmine Paolo Carucci dal titolo Illustrazioni dell'antico stemma civico di Caggiano ne spiega il mistero:

«Sullo stemma civico di Caggiano rinvenuto nel R(eale) Grande Archivio di Napoli – scrive il Carucci – è effigiato un personaggio di aspetto giovanile in atto di chi cammina, coverto di giaco, con fascia a tracolla che finisce con due svolazzi al fianco sinistro, col petto fregiato di una croce, con corona marchionale sulla testa, e con la mano destra poggiata su d'un speciale bastone, sulla cui estremità superiore vedesi disegnato un edificio, che termina in alto con cupola con base circolare, circondata da fortilizi.

La mano sinistra ha l'indice piegato verso il suddetto edificio, indicando la meta da raggiungere ed in basso dallo stesso lato, ad una certa distanza osservasi una mezzaluna: il tutto circondato da una corona ovale di foglie di lauro.

La concessione di tale stemma all'Università di Caggiano evidentemente allude al memorabile fatto storico al quale prese parte Alberedo, signore di Caggiano, nella spedizione della prima crociata. […] L'edificio figurato sull'estremità del bastone rappresenta la Basilica del Santo Sepolcro di Cristo […] volendo significare che i Caggianesi, sotto il comando del loro signore, vanno alla conquista del S(anto) Sepolcro per riscattarlo dal dominio islamico».

### Caggiano nelle mappe antiche
Numerose sono le mappe antiche che riportano l'abitato, anche se con dizioni diverse dall'attuale. Fra queste
- come Cangiano
  - 1704, Des Königreichs Napoli Nord-Theil di G. Bodenuer[6]
  - 1704, Des Königreichs Napoli Sud-Theil di G. Bodenuer[7]
  - 1721, Italy: Distinguished According to the Extent of all the States di John Senex (?-1740, inglese)[8]
  - 1745, Neapolis Regnum Quo Continentur Aprutium Ulterius et Citerius, Comitatus Molisius Terra Laboris, Capitaniata Principot di Matthäus Seutter (1678-1757, tedesco)[9]
- come Cagiano
  - 1771, L'Italie Divisée en ses Différens États Divisée di Giovanni Antonio Rizzi Zannoni (1736-1814)[10]
  - 1783, CARTE D'ITALIE Assujettie aux Observations Astronomiques et Aux Itinéraires di Pietro Santini[11]

## Monumenti e luoghi d'interesse

### Architetture militari

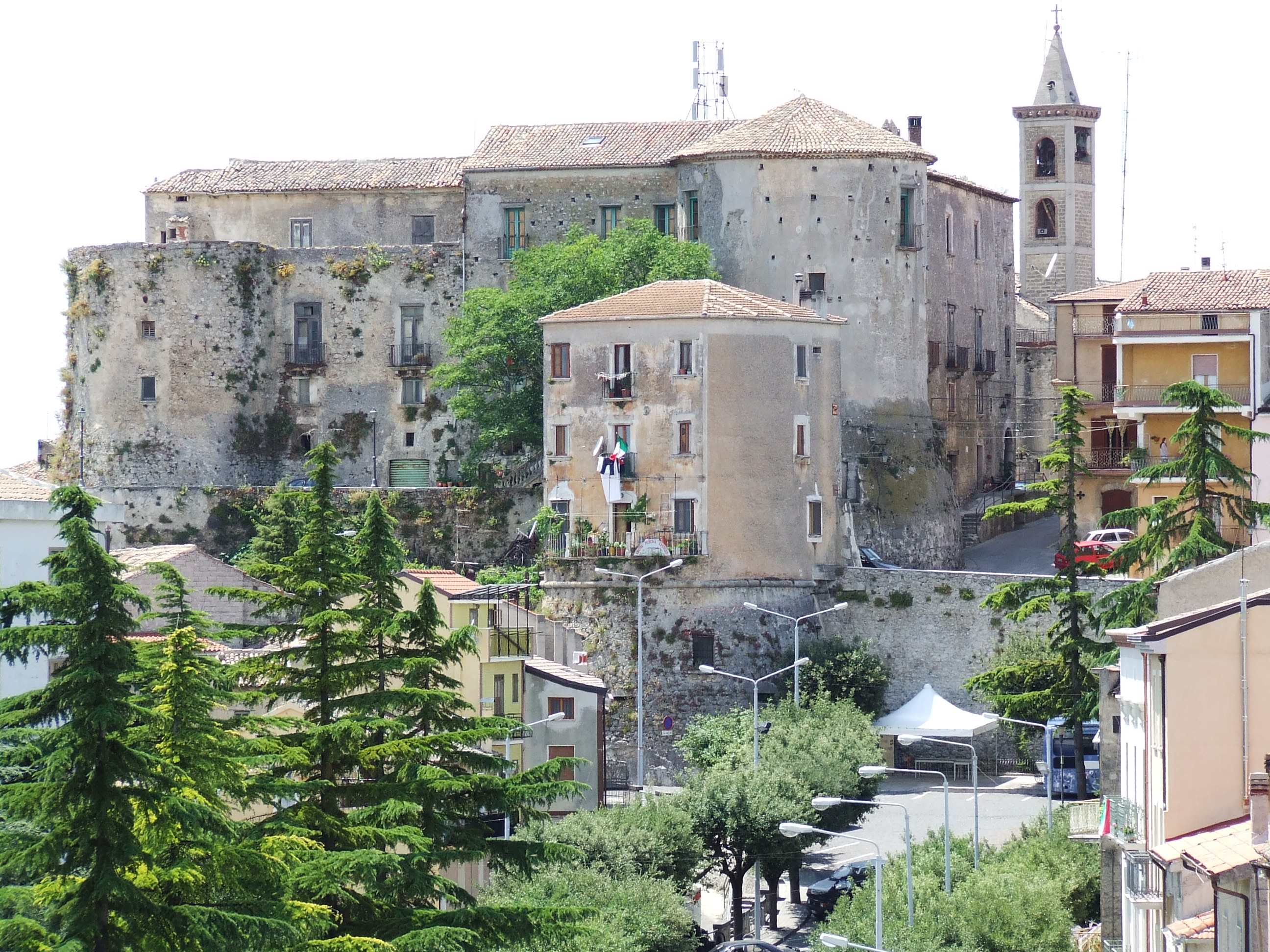
Il Castello

Il castello di Caggiano, si trova sul lato orientale del paese, l'unico non difeso naturalmente e consiste in tre torri unite da un muro, con due porte d'accesso (dette, nel dialetto locale, "ncap' lu pont" e "'mmocca lu pont", ovvero "bocca del ponte"). Nei pressi delle due porte era la cappella dedicata a san Luca, conosciuta anche come "Cappella della Guardia". I primi apprestamenti difensivi risalgono forse al IX-X secolo, mentre i resti attualmente più evidenti risalto all'epoca normanna, nell'XI secolo. Nel XIV e XV secolo la fortezza venne trasformata in residenza signorile. I Gesualdo vendettero nel XVI secolo gran parte del castello alle famiglie Isoldi (sudest) e Abbamonte (nord) e il settore nord-occidentale passò nel XIX secolo in proprietà dei Carucci. Oggi buona parte del castello è di proprietà del comune.
Le mura cittadine, sottoposte a un recente restauro, presentano dalle due originarie, quattro porte di accesso, due delle quali, sul lato orientale, collegate al castello. Altre porte di accesso alla città erano la "Pertuccia" e la "Mare (o Male) vicino"

### Architetture religiose

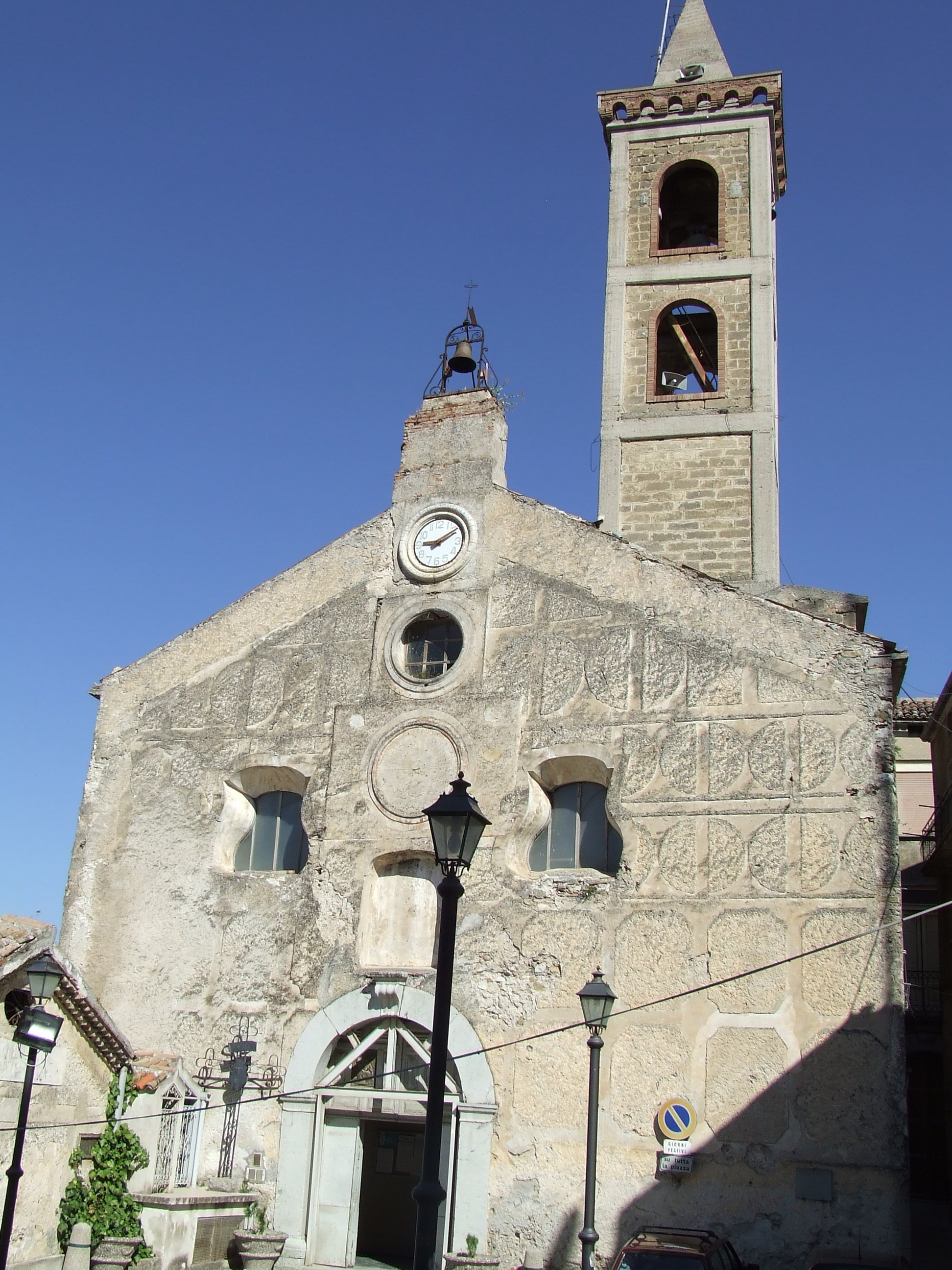
Facciata della Chiesa del SS Salvatore

- Chiesa madre del Santissimo Salvatore (XI-XII secolo), presenta la facciata in stile romanico e l'interno ad una sola navata e con volta affrescata. Nel XV secolo svolse di fatto il ruolo di cattedrale, avendo ospitato i vescovi della soppressa diocesi di Satriano (Satriano di Lucania), distrutta dalla regina Giovanna II di Napoli. Subì diversi rifacimenti e il campanile moderno, in cemento armato, è opera dell'ingegnere Salvatore Ruiz degli inizi del XX secolo. Ospita un altar maggiore seicentesco con trono in legno dorato, altri dieci altari, nove dei quali furono sotto il patronato delle principali famiglie del paese, diversi dipinti e un pergamo ligneo scolpito da Fortunato Cafaro. Nella chiesa vi sono 9 altari che ancora riportano il nome delle famiglie del paese che ne rivestirono il patronato: Immacolata Concezione ai Colonna; Annunciazione ai Solimena; Arcangelo Michele agli Altilio;  Maria del Soccorso agli Oliva; Sant'Egidio e di Santa Teresa ai Morrone-Di Stasio; San Giuseppe ai Sabini; Santa Maria delle Grazie ai Casale; San Nicola di Bari ai Carusi-Abbamonte; Santa Monica ai Mignoli-Morrone.

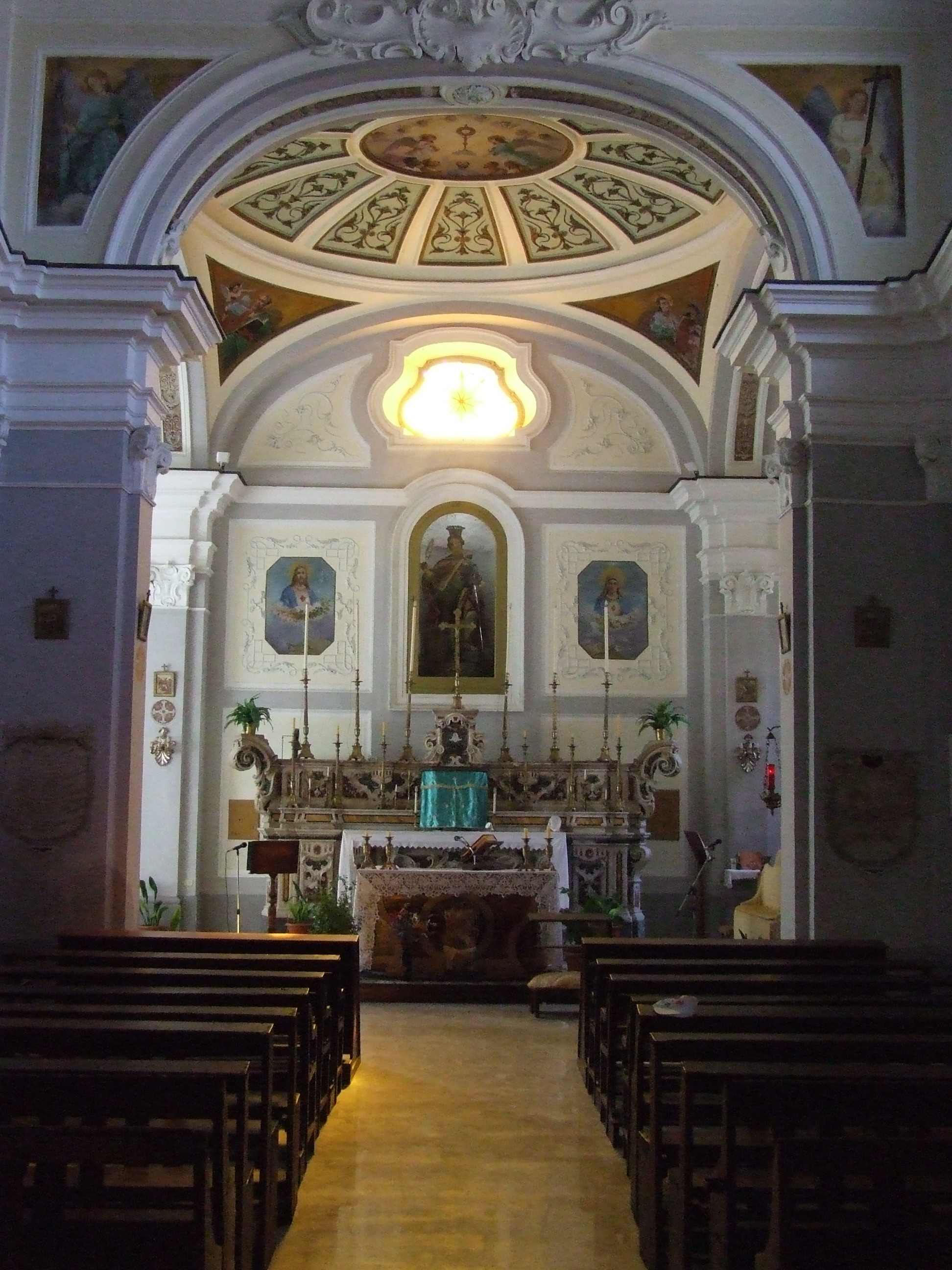
La navata interna della chiesa di S.Caterina.

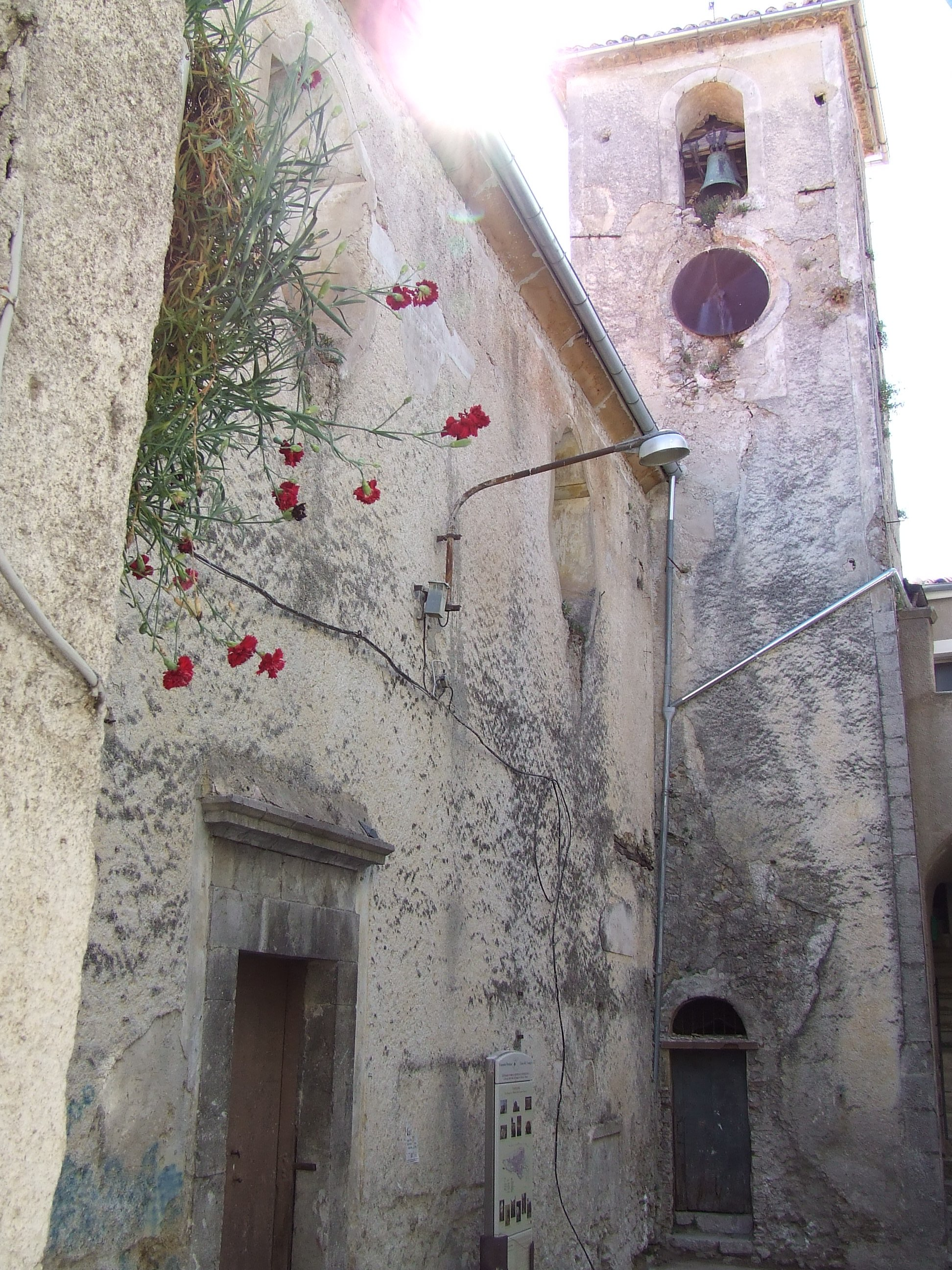
Chiesa di Santa Maria dei Greci

Ruderi della chiesa di Santa Veneranda

- La chiesa di Santa Caterina fu in origine (XI secolo) dedicata al culto greco-ortodosso e presenta pianta a croce greca. Fu danneggiata dal terremoto del 1857.  La parte ancora conservata dell'edificio venne ripulita internamente agli inizi del XX secolo e vi furono aggiunti gli affreschi sulla volta del presbiterio. Conserva nel soffitto a cassettoni della navata tre tele di Nicola Peccheneda raffiguranti il Corpo di Cristo, il Martirio di santa Caterina, e il San Carlo Borromeo, mentre altri due dipinti si trovano sulla parete, uno con Cristo che assolve l'adultera, un altro con la Conversione della Samaritana ed un'ultima con Maria Santissima del Carmine e san Simone nel braccio sinistro del transetto. I dipinti furono eseguiti tra 1769 e 1770. Un dipinto di Muccioli di Salvitelle del 1604 e raffigurante "San Mattia" si trova sopra l'altare del santo. Sopra l'altare maggiore in marmo si trova una statua lignea di "Santa Caterina" con diadema in argento.
- La chiesa di Santa Maria dei Greci (XI secolo) fu forse la prima chiesa eretta nel paese, con un'originaria pianta a croce greca. Risalirebbe secondo la tradizione locale, alla metà del VI secolo ed era inizialmente affidata ai monaci basiliani e fu in seguito chiesa ortodossa fino al 1570. La chiesa Nel 1770 fu rimaneggiata con pianta a croce latina. Vi si conservano l'altar maggiore in marmo e un altare in legno dedicato a san Bartolomeo. In abbandono, ne crollò il tetto, ma è attualmente in via di recupero. Vi è sepolto Andrea Raguseo "de Venetiis, ultimo vescovo della diocesi di Satriano, morto nel 1439.
- Fuori dal paese, su una roccia sono presenti i ruderi della cappella di Santa Veneranda, risalente probabilmente all'XI secolo, a navata unica e con abside semicircolare, distrutta da un terremoto nel Settecento.
- La cappella di San Luca Evangelista, sorta ai piedi del castello nel XIII secolo, si presenta a navata unica e con un'edicola in pietra al di sopra del portale in facciata.
- Il colle di Sant'Agata, fuori dal centro abitato, in direzione nord, conserva i ruderi di una mansio dei Templari del XIII secolo, con una chiesa a navata unica racchiusa in un recinto fortificato con torri, dedicata a Sant'Agata, risalente al XII secolo. Dopo la soppressione dell'ordine nel 1312 le sue proprietà passarono al ordine degli Ospitalieri (oggi ordine di Malta), che gestiva già l'ospizio di San Giovanni. Secondo un erudito locale del XIX secolo, don Alessio Lupo, sacerdote nel paese, un manoscritto del 1572 riportava gli edifici templari come ancora esistenti e i loro ruderi erano ancora ben visibili nel XVIII secolo. Il nome della chiesa è passato alla denominazione dell'attuale contrada e una leggenda popolare narra dell'esistenza di un tesoro in una grotta sovrastante, che sarebbe stato nascosto dai Templari prima della loro fuga, ma che sarebbe stato custodito da un mostro.
- Il convento dei Padri Minori sorse al di fuori del centro storico, sulla cima di un'altura nel 1634 e si articola intorno al chiostro a due piani. Il terreno, con una preesistente cappella dedicata a Santa Sofia, venne donato dall'università (comunità) di Caggiano nel 1635. La chiesa, completata nel 1717 con il contributo dei cittadini, fu dedicata al santo patrono del paese, sant'Antonio di Padova e rifatta ancora nel 1749. Conserva due delle tre navate originarie, dopo la distruzione della navata destra per far posto al convento e vi sono custodite tele di Nicola Peccheneda. Il convento venne soppresso nel 1866 e in seguito ospitò un osservatorio meteorologico geodinamico e attualmente è occupato dalla canonica della chiesa e dalla biblioteca comunale, con un antiquarium che conserva i materiali archeologici provenienti dal monumento funerario degli Insteii.
- Altre cappelle presenti nel paese sono:
  - Cappella di San Biagio,  nella contrada omonima.
  - Cappella di San Gennaro, costruita nel 1692 annessa al palazzo dei Salinas.
  - Cappella di San Giacomo, condivisa con i comuni di Auletta e Salvitelle, dove annualmente si celebra una solenne funzione religiosa
  - Cappella di San Sebastiano, distrutta dal terremoto del 1857
  - Cappella di San Vito, nella contrada omonima e ora distrutta.
  - Cappella di San Luca, in via Roma.

### Altro
- Il monumento funerario degli Insteii e dei Gresii, di epoca augustea, aveva forma di tempietto su podio. Gli elementi architettonici che appartenevano al sepolcro sono in esposizione presso la biblioteca nell'ex convento dei Padri Riformati.
- Presso la località di Santo Stasio si conservano i resti pertinenti probabilmente ad una villa rustica di epoca tardo-imperiale (fregi dorici, una statua in calcare, un nucleo di iscrizioni e resti murari).
- I portali del centro storico del paese, in particolare in via Marvicino, presentano il "picchiotto" (truzzulatùr),  usato per bussare, semplice ad anello, oppure decorato con vari motivi, da quelli antropomorfi a quelli animalistici. Sono inoltre spesso presenti serrature con ghiere ornate, e stipiti, archi e chiavi con decorazioni scolpite.
- Presso la biblioteca comunale è possibile visitare il Museo della Polizia di Stato all'interno della sede del A.N.P.S. dedicata a Giovanni Palatucci.

## Società

### Evoluzione demografica
Abitanti censiti

### Etnie e minoranze straniere
Al 31 dicembre 2015 a Caggiano risultano residenti 82 cittadini stranieri.

### Religione
La maggioranza della popolazione è di religione cristiana di rito cattolico; il comune appartiene all'omonima forania dell'arcidiocesi di Salerno-Campagna-Acerno, con due parrocchie:
- S. Maria dei Greci in S. Antonio
- SS. Salvatore e S. Caterina

### Dialetto
La parlata locale, tuttora diffusa a livello familiare, ha affinità con quelle lucane della Basilicata e come molte altre dell'Italia meridionale presenta influssi dal greco.

## Cultura

### Cucina
La cucina tradizionale di Caggiano è tipicamente contadina in quanto i suoi ingredienti fondamentali e condimenti sono tutti frutto dei suoi campi e dell'allevamento, ad eccezione del sale da cucina, dello zucchero e di spezie come il pepe. Inoltre, sviluppatasi in un'epoca in cui l'autoproduzione era la norma, per la distanza che separa l'abitato dal mare quasi assente è il pesce, ad eccezione di quello conservato (e quindi commercializzato) sotto sale: alici e baccalà.
La fertilità e varietà del territorio ha comunque permesso lo sviluppo di una cucina molto ricca. Il comune, infatti, si estende dai 300-400 metri fino ai 1200–1300 m s.l.m. sostenendo un gran numero di coltivazioni: grano, orzo, granturco, vite, ulivo, noce, castagno, patate, lupini, pomodori, lattuga, rapa, cavolfiore, zucca, meli, peri, cachi, ceci, fagioli, granturco, pesche, prugne, fichi,... Anche se in via di abbandono, una volta la pastorizia era praticata capillarmente (nei tempi andati erano molte le famiglie che possedevano qualche capra o pecora), così come l'allevamento di animali da cortile (le galline al calar del sole trovavano rifugio nelle stesse abitazioni dei loro proprietari) e, per i più ricchi, il maiale. Non mancavano i conigli. Meno praticato era l'allevamento di bovini, oggi molto diffuso. Per tutte queste ragioni la tradizione culinaria caggianese in ogni stagione offre piatti legati alla ciclica disponibilità di ingredienti.
Da notare che alcuni prodotti un tempo erano acquistati sempre dai paesi vicini perché inspiegabilmente si era convinti che non potessero crescere a Caggiano. Era il caso dell'aglio da Polla, delle cipolle da Sant'Arsenio o delle verze da Sant'Angelo Le Fratte. Lo scambio spesso avveniva in occasione di fiere e mercati che periodicamente si tenevano nei diversi comuni.

#### I primi piatti

##### La pasta

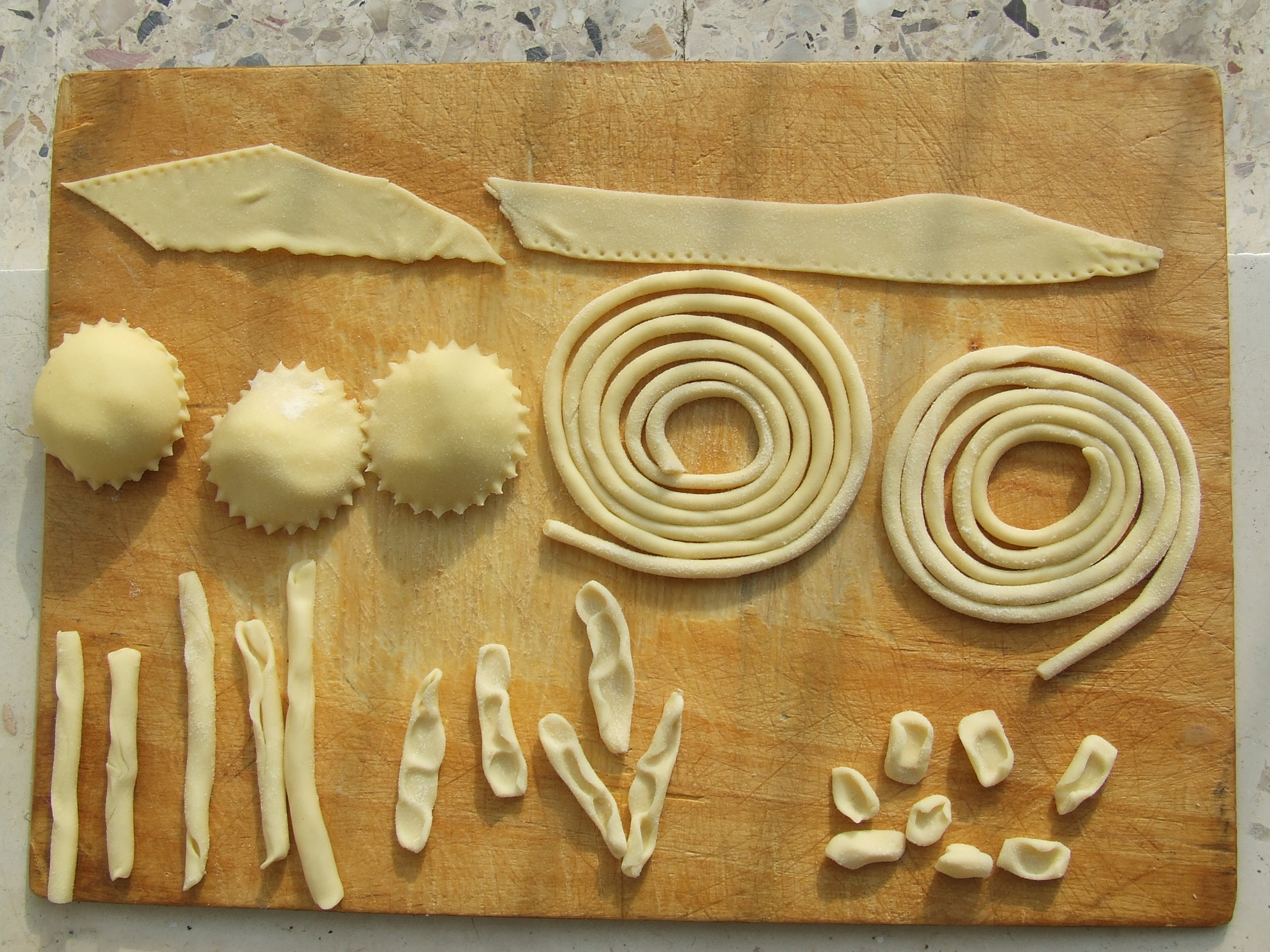
Vari formati di pasta di Caggiano

L'impasto per la preparazione della pasta è molto povero, essendo normalmente costituito di sola farina ed acqua (circa 850cm³ di acqua per 1 kg di farina). Solo per alcuni formati speciali (ad es. per le sfoglie) sono occasionalmente aggiunte delle uova.
Il tipo di pasta fatta in casa più diffuso, perché di più semplice preparazione, è il cavatìedd o cru-sìcchi (cavatello) preparato in diversi formati a seconda del tipo di condimento:
- se cavato con un dito è ottimo con salsa di pomodoro e, in generale, condimenti da mangiare con il cucchiaio: patate, fagioli, piselli,...
- se cavato con due o più dita si sposa bene soprattutto con le verdure (verza, broccoli,...)

Un altro formato molto diffuso perché di semplice preparazione è la là-a-na, che si accompagna sempre con legumi o verdure, raramente con salsa di pomodoro. È preparata tagliando in striscioline di alcuni millimetri una sfoglia arrotolata nel cui impasto sono state eventualmente utilizzate anche uova. Il risultato è simile a delle strette fettuccine. Particolarmente apprezzate sono là-a-ne e cìc'-r, cioè là-a-ne e ceci insaporiti in bianco:, prezzemolo aglio e cipolla a pezzetti appena soffritti nell'olio, con l'aggiunta eventuale di vn-drè-sc-ca (pancetta) tagliato a dadini. La là-a-na era specialmente diffusa sia perché di preparazione veloce, sia perché adatta ad essere conservata per più giorni. I condimenti brodosi con cui si sposa bene la rendevano, inoltre, un economico riempipancia.
Da notare che in dialetto caggianese solo usata al plurale la parola là-a-na individua il tipo di pasta appena descritto mentre al singolare indica la sfoglia. La-anatù-r è invece il mattarello utilizzato per stendere la sfoglia.

Zucuaredd

Le zucuarèdd sono la versione caggianese e casalinga degli spaghetti. Preparato con un impasto di sola farina ed acqua, tradizionalmente ciascuna zucuarèdda è ordinata in spirale per essere più semplicemente prelevate per buttarla nell'acqua bollente. Si condiscono con la salsa di pomodoro.
Le tagliarelle sono invece le tagliatelle preparate a partire dalla sfoglia stesa e tagliata in striscioline di circa un centimetro di larghezza.
I formati di pasta più ricchi ed importanti, sia per gli ingredienti sia per i tempi di preparazione, sono certamente fusì-dd (fusillo) e graviù-ol (raviolo). In entrambi i casi l'impasto prevede l'aggiunta di uova.

Fusilli

I fusì-dd sono un tipo di pasta lunga. Di forma irregolare, è lavorato intorno ad un ferro angolato e sottile una volta ricavato dagli stecchetti degli ombrelli. La sua preparazione è particolarmente lunga perché deve essere lasciato a ngru-sc-scuà o assucuà (cioè ad asciugare o disseccare) per alcune ore altrimenti maneggiandolo quando è ancora fresco (anche solo per buttarlo nell'acqua bollente) si schiaccia o si ostruiscono le estremità, impedendone una cottura uniforme.

Graviù-ol

Il graviù-ol è il classico raviolo preparato a partire da una sfoglia. Il ripieno è costituito da un impasto di ricotta, uova, formaggio e prezzemolo tagliato a pezzetti. Sono conditi sempre con salsa di pomodoro e formaggio.
Per quanto riguarda i primi, una menzione a parte meritano parmarìedd e tagliulì-n.
Il parmarìedd è la variante del cavatello da mangiare, per tradizione, la domenica delle Palme. Il suo impasto prevede l'aggiunta di uova ed è cavato a tre o quattro dita per farlo rassomigliare ad una foglia di ulivo. Lo si condisce con salsa di pomodoro.
I tagliulì-n sono una variante della là-a-na preparata per l'Ascensione. Il suo impasto prevede uova e si differenzia dalla là-a-na perché la sfoglia arrotolata è tagliata ancora più sottilmente: fìn cò-m nu capèdd (sottile come un capello). Anche la preparazione è particolare: prima di aver raggiunto la cottura completa in acqua, sono scolati e quindi versati nel latte bollente per terminarla. Sono quindi serviti nello stesso latte in cui hanno completato la cottura. Una volta il latte era quello fresco di pecora, oggi ci si accontenta di latte intero a lunga conservazione.
La pasta preconfezionata, infine, ancora fino agli anni sessanta del secolo scorso era acquistata sfusa e consumata solo nelle giornate di festa come il pranzo della vigilia di Natale: chi poteva acquistava un po' di spaghetti che condiva con il baccalà al sugo o, per chi non poteva permetterselo, con le alici salate. Queste ultimi sono i due unici primi a base di pesce della tradizione caggianese.

##### I condimenti
La salsa al pomodoro era un condimento che, al di fuori del periodo di disponibilità del prodotto fresco, era riservato solo alle feste. Nel resto dell'anno, infatti, si poteva consumare solo quella che ciascuna famiglia confezionava sottovuoto in agosto e settembre, usanza ormai sempre meno praticata:
- per la passata, il pomodoro era bollito per qualche minuto, quindi punto con una forchetta per liberarlo dall'acqua. Era poi ridotto in poltiglia con un passatutto o un passa-pomodoro che separava anche la polpa da pellicina e semi. Il sugo così ottenuto era versato in recipienti di vetro (bottiglie o vasetti) che poi erano ermeticamente sigillati e quindi bolliti. Pellicine e semi, prodotti di scarto della lavorazione, non venivano buttati ma riciclati come concime.
- in alternativa si preparavano le Zammedd', cioè pomodori con la buccia: l'ortaggio era tagliato a pezzetti e liberato dai semi, quindi versato crudo nei vasetti di vetro che erano poi ermeticamente sigillati e quindi bolliti. Questo condimento era impiegato anche per le pizze al pomodoro.

Alcuni preparavano anche il concentrato di pomodoro, lasciando essiccare al sole la passata cotta.
Così confezionata, la salsa poteva essere consumata anche dopo anni.
I legumi più spesso utilizzati come condimento dei primi erano (e sono) fagioli, ceci e, quando disponibili, fave e piselli freschi. I legumi, infatti, coniugano all'elevato contenuto energetico una semplice coltivazione. Una volta essiccati, inoltre, sono facilmente conservati in dei semplici sacchi anche per mesi. Li si preparano di solito in bianco, su un fondo di aglio o cipolla soffritti.
I legumi essiccati, così come il grano, erano una volte sfruttati anche per conservare le uova: tra i chicchi, infatti, la temperatura è costante per tutto l'anno e così le uova vi potevano essere conservati per lungo tempo fino a qualche fiera dove erano barattate con altro o accumulate in vista di qualche occasione particolare (ad es. una festa di matrimonio).
Per quanto riguarda le verdure, molto apprezzate sono verze e broccoli, anche loro preparate in bianco in abbondante brodo e su un fondo di aglio soffritto, con l'eventuale aggiunta di un pomodoro tagliato a pezzetti grossi. Una volta, quando qualche famiglia non possedeva un terreno adatto alla loro crescita, spesso trovava più redditizio fittare da un conoscente qualche solco di un terreno migliore da lavorare in proprio.
Non potevano mancare, naturalmente, le patate, prodotte in grande quantità nelle zone montane.
Indipendentemente dalla base utilizzata per il condimento, a piacere tanti accompagnano i primi con il peperoncino essiccato o, quando è fresco, morsicato.

#### Piatti a base di carne
Per motivi prettamente economici, la dieta di una volta era povera di carne ed uova.
La carne, infatti, era un bene che anche i più ricchi si concedevano raramente: i più allevavano gli animali per venderli così da pagare le tasse, prima fra tutte la funduaria (la patrimoniale), o comprare scarpe ed abiti. Quando però vendevano la carne già macellata, conservavano per sé le parti meno pregiate che poi sfruttavano inventando piatti poveri, ma capaci di dare soddisfazione a tutta la famiglia.
Tra questi, la pèttla è forse il piatto di carne povero per eccellenza, necessitando della sola pelle di pollo. Questa è tolta all'animale la più integra possibile, quindi imbottita con un impasto a base di pane, uova, formaggio, prezzemolo,... infine completamente richiusa con ago e filo prima di essere bollita in un brodo solitamente vegetale. È servita tagliata a fette.
Una variante decisamente più ricca (e moderna) è la mbutt-tùra, dove al posto della pelle di pollo si usa la pancetta di vitello.
La lingua di bue è una parte dell'animale capace di fornire tanta carne. Prima però deve essere bollita a lungo così da poterla scorticare per liberarla dalla superficie ruvida che la riveste e protegge consentendo all'animale di mangiare anche erbe spinose. La carne è, invece, molto morbida e può essere preparata a piacere. Il suo sapore dolciastro è facilmente mitigato cuocendo la carne nel vino bianco. Anche per questo è particolarmente adatta per le pizzaiole (aglio, origano, pomodori a pezzetti ed un po' d'olio) il cui sugo è buono anche per condire la pasta.
Per quanto riguarda il maiale, è noto che dell'animale si sfrutta tutto.
La lavorazione delle sue carni è un'operazione molto delicata da eseguire entro poche ore dall'uccisione per impedire che i batteri l'attacchino rovinandola irreparabilmente. Per questa ragione un rito che si ripeteva innumerevoli volte nell'abitato come nei casolari in campagna tra la fine dell'autunno e l'inizio dell'inverno era proprio l'uccisione dei maiali, a cui i proprietari chiamavano a partecipare un congruo numero di parenti e conoscenti con i quali si mangiavano le parti meno pregiate a pranzo e cena in cambio di un aiuto nella macellazione e nella preparazione dei salumi. Il tutto doveva concludersi nel giro di uno-due giorni al massimo. Salsicce, capocolli, sopressate,.... erano poi lasciati stagionare appesi al soffitto della cucina per sfruttare il fumo dei focolari.
Per ucciderlo, il maiale era bloccato da un buon numero di persone su una panca, quindi gli si recideva la giugulare e l'animale moriva dissanguato dopo un'agonia di alcuni minuti. Questa macabra procedura era giustificata dalla necessità di dissanguarlo per impedire che il sangue coagulandosi ne rovinasse le carni: oggi la disponibilità di macchine che velocizzano la macellazione e lavorazione consente di uccidere l'animale molto velocemente, quando invece tali operazioni erano svolte manualmente, non era assolutamente possibile evitarlo. Comunque neppure il sangue era buttato, ma raccolto e poi bollito con l'aggiunta di zucchero, cacao e cioccolato fino a formare il sanguinaccio, un dolce molto ricercato.
Fra le parti povere del maiale, c'è la cotica ed il lardo.
La cotica la si mangia in diversi modi, ad esempio come involtini conditi con aglio e prezzemolo cotti nella salsa di pomodoro. In questo modo anche il sugo diventa più ricco e aderisce ben bene alla porosità tipica della pasta fatta a mano.
Il lardo era particolarmente apprezzato perché, messo sotto sale e riposto in un luogo fresco, può essere conservato per diversi mesi. La sua salamoia, inoltre, era recuperata per condire la pasta risparmiando, così, sul sale, un condimento indispensable quanto costoso.

Frittl

Sciogliendolo in una pentola, dal lardo si ricava lo strutto. Se fritto a pezzetti, la parte che si scioglie raffreddandosi diventa ancora strutto, il resto delle bontà croccanti da mangiare caldi: frìtt-le (cigole). Un pugno di frìtt-le può anche essere utilizzato per condire l'impasto per preparare il pane.

#### Piatti a base vegetale
I piatti a base di verdure, sia coltivate che raccolte selvatiche nei campi incolti o ai margini delle strade, sono numerosi e ricchi di varianti. Fra questi:
- Patate
  - Patan a la sandàngi-lesa (patate alla santangelesa, dal nome del comune confinante con Caggiano): patate novelle e piccole, prima bollite e poi pelate, quindi fritte con diversi sapori (origano, rosmarino).
  - Patan scavurat: patate scaldate e poi pelate da schiacciare per farne purea o tagliate a spicchi per dare sostanza ad un'insalata di pomodori.
- Broccoli
  - Vrùo-cch-l scuppt-iat: i broccoli sono cotti a vapore su un fondo di aglio soffritto con l'aggiunta di qualche spicchio di salsiccia fresca.
- Scarola
  - con le polpettine: la scarola è bollita in un brodo di carne; da parte si preparano polpettine molto piccole con un impasto di mollica di pane, carne, uova e formaggio che sono bollite da parte; la scarola è quindi servita con sopra le polpettine.
- Cicoria e cicorioni: raccolta ai lati della strada, sono preparate bollite.
- Lìembr: un vegetale spontaneo conservato sotto'aceto.
- Cavoli: tagliati a pezzetti:
  - sono impanati e poi fritti in un impasto di farina in cui si è aggiunto un po' di lievito.
  - sono bolliti e quindi conditi con aceto.
  - sono scaldati in abbondante acqua con aggiunta di olio e pomodoro, quindi serviti in questo brodo.
- Fiori di zucca:
  - sono soffritti in un impasto di farina in cui si è aggiunto un po' di lievito.
  - sono bolliti e quindi mangiati a mo' di minestra.
- Melanzane:
  - parmigiana: tagliate di lungo in fette sottili, sono impanate e fritte quindi disposte in due o tre strati in una teglia, ciascuno inframezzato da salsa di pomodoro e formaggio fresco (ad es. caciocavallo) tagliato a pezzetti.
  - tagliate di lungo e quindi liberate da semi e mollica, sono cotte in forno imbottite con un impasto di mollica di pane, uova, formaggio e la stessa mollica della melanzana.
  - ciambotta: melanzane e peperoni tagliate a dadini e cotte in una padella separatamente, quindi unite per terminare la cottura con l'aggiunta di cipolle.
- Zucchine:
  - con patate
  - scapece: tagliate a fette, quindi fritte e condite con aglio e menta. Sono servite fredde.

#### Rustici
- Pasticc caggià-nes: pizza con vari formaggi, carne tritata, uova e salame e cotta in forno, da mangiare calda.
- Pìzza-chièna: pizza farcita di formaggio fresco, uova e pezzi di sopressata e poi cotta in forno.

#### Dolci
- Pizza-ròc': torta con almeno due strati di crema (gialla al limone e scura al cacao amaro) e spesso rivestita di naspro, come il rivestimento della cassata siciliana, cioè zucchero sciolto a caldo e poi spalmato sulla torta, che raffreddandosi diventa bianco e solido.

#### Pane
- Pan cùott: pane raffermo, bollito e condito.

## Geografia antropica

### Frazioni
Lo statuto comunale di Caggiano non menziona alcuna frazione. In base al 14º Censimento Generale della Popolazione e delle Abitazioni, le località abitate sono:
- Calabri, 28 abitanti, 470 m s.l.m.;
- Fontana Caggiano I, 50 abitanti, 750 m s.l.m.;
- Mattina, 124 abitanti, 550 m s.l.m.;
- Mattina V, 33 abitanti, 525 m s.l.m.;
- Piedi L'Arma, 24 abitanti, 685 m s.l.m..

## Infrastrutture e trasporti

### Strade
- Strada Regionale 19 ter Innesto ex SS 407 (Bivio per Vietri di Potenza)-Innesto SS 19.
- Strada Provinciale 341 Innesto ex SS 19/ter-Caggiano-Salvitelle-Innesto ex SS 94.
- Strada Provinciale 442 Isca/Pantanelle (Valle del Melandro)-ex SS 19/ter.

## Amministrazione

### Altre informazioni amministrative
Il comune fa parte della Comunità montana Tanagro - Alto e Medio Sele.
Le competenze in materia di difesa del suolo sono delegate dalla Campania all'Autorità di bacino interregionale del fiume Sele.

## Sport
A.S. Caggianese è l'associazione sportiva comunale sorta nel 2004. Dal 2004 al 2009 ha militato nel calcio a 5.  Nel campionato 2024-2025 milita nel campionato di Calcio di Seconda Categoria della Provincia di Salerno nel girone "I" posizionandosi al 5º posto.

### Impianti sportivi
- Campo di calcio in loc. Ciotte
- Campo calcetto via Enrico Quaranta